# Proteinska kinaza
Proteinska kinaza je kinaza koja modifikuje druge proteine putem hemijskog dodavanja fosfatnih grupa na njih (fosforiliacijom). Fosforilacija obično rezultuje u funkcionalnoj promeni ciljnog proteina (supstrata) usled promene enzimske aktivnosti, ćelijske lokacije, ili vezivanja za druge proteine. Humani genom sadrži oko 500 gena proteinskih kinaza i one sačinjavaju oku 2% svih ljudskih gena. Proteinske kinaze su takođe prisutne kod bakterija i biljki. Do 30% od postojećih ljudskih proteina može biti modifikovano dejstvom kinaza. Poznato je da one regulišu većinu ćelijskih puteva, posebno one koji učestvuju u prenosu signala.

## Hemijska aktivnost
Hemijska aktivnost kinaze se sastoji od transfera fosfatne grupe sa nukleozid trifosfata (obično ATP) i njegovog kovalentnog vezivanje na jednu od tri aminokiseline koje imaju slobodnu hidroksilnu grupu. Većina kinaza deluje na obe serin i treonin, druge deluju na tirozin, i neke od njih (dualno-specifične kinaze) deluju na sva tri aminokiselinska ostatka. Postoje takođe proteinske kinaze koje fosforilišu druge aminokiseline, npr. histidinske kinaze koje fosforilišu histidinski ostatak.

## Regulacija
Proteinske kinaze imaju sveobuhvatni i suštinski uticaj na ćelije, i stoga je njihova aktivnost strogo regulisana. Kinaze se uključuju i isključuju fosforilacijom (u nekim slučajevima samom kinazom - cis-fosforilacija/autofosforilacija), vezivanjem enzimskih aktivatora ili inhibitora, ili malih molekula, ili putem kontrolisanja njihove lokacije u ćeliji relativno na njihove supstrate.

## Struktura
Katalitičke podjedinice mnogih proteinskih kinaza su visoko konzervirane, i znatan broj struktura je rešen.
Eukariotske proteinske kinaze su enzimi koji pripadaju velikoj familiji proteina koja deli konzervirani katalitički domen.  Postoji više konzerviranih regiona u katalitičkom domenu proteinskih kinaza. U N-terminusu katalitičkog domena postoji glicinom-bogat segment u blizini aminokiseline lizin za koji je bilo pokazano da učestvuje u ATP vezivanju. U centralnom delu katalitičkoj domena, nalazi se konzervirana asparaginska kiselina, koja je važna za katalitičku aktivnost.

## Grupe proteinskih kinaza
Familija humanih proteinskih kinaza se deli u sledeće grupe:
- kinaza - obuhvata ,  i .
- kinaza - sadrži kalcijum/kalmodulin-zavisne proteinske kinaze.
- - sadrži kazein kinaza 1 grupu.
- - sadrži , MAPK, GSK3 i  kinaze.
- - sadrži homologe kvaščane Sterile 7, Sterile 11, i Sterile 20 kinaze.
- TK - sadrži tirozinske kinaze.
- - sadrži tirozinskim-kinazama sličnu grupu kinaza.

## Literatura
- Nicholas C. Price; Lewis Stevens (1999). Fundamentals of Enzymology: The Cell and Molecular Biology of Catalytic Proteins (Third изд.). USA: Oxford University Press. ISBN 019850229X.
- Eric J. Toone (2006). Advances in Enzymology and Related Areas of Molecular Biology, Protein Evolution (Volume 75 изд.). Wiley-Interscience. ISBN 0471205036.
- Branden C; Tooze J. Introduction to Protein Structure. New York, NY: Garland Publishing. ISBN 0-8153-2305-0.
- Irwin H. Segel. Enzyme Kinetics: Behavior and Analysis of Rapid Equilibrium and Steady-State Enzyme Systems (Book 44 изд.). Wiley Classics Library. ISBN 0471303097.

1. ↑  Manning G; Whyte DB.;  . (2002). „The protein kinase complement of the human genome”. Science. 298 (5600): 1912—1934. PMID 12471243. doi:10.1126/science.1075762.
2. ↑  Dhanasekaran N, Premkumar Reddy E (1998). „Signaling by dual specificity kinases”. Oncogene. 17 (11 Reviews): 1447—55. PMID 9779990. doi:10.1038/sj.onc.1202251.
3. ↑  Besant PG, Tan E, Attwood PV (2003). „Mammalian protein histidine kinases”. Int. J. Biochem. Cell Biol. 35 (3): 297—309. PMID 12531242. doi:10.1016/S1357-2725(02)00257-1.
4. ↑  Stout TJ, Foster PG, Matthews DJ (2004). „High-throughput structural biology in drug discovery: protein kinases”. Curr. Pharm. Des. 10 (10): 1069—82. PMID 15078142. doi:10.2174/1381612043452695. Архивирано из оригинала 09. 12. 2012. г. Приступљено 20. 09. 2020.
5. ↑  Hanks SK (2003). „Genomic analysis of the eukaryotic protein kinase superfamily: a perspective”. Genome Biol. 4 (5): 111. PMC 156577 . PMID 12734000. doi:10.1186/gb-2003-4-5-111. Архивирано из оригинала 19. 04. 2015. г. Приступљено 16. 01. 2011.
6. ↑  Hanks SK, Hunter T (1995). „Protein kinases 6. The eukaryotic protein kinase superfamily: kinase (catalytic) domain structure and classification”. FASEB J. 9 (8): 576—96. PMID 7768349.
7. ↑  Hunter T (1991). „Protein kinase classification”. Meth. Enzymol. 200: 3—37. PMID 1835513. doi:10.1016/0076-6879(91)00125-G.
8. ↑  Hanks SK, Quinn AM (1991). „Protein kinase catalytic domain sequence database: identification of conserved features of primary structure and classification of family members”. Meth. Enzymol. 200: 38—62. PMID 1956325. doi:10.1016/0076-6879(91)00126-H.
9. ↑  Knighton DR, Zheng JH, Ten Eyck LF, Ashford VA, Xuong NH, Taylor SS, Sowadski JM (1991). „Crystal structure of the catalytic subunit of cyclic adenosine monophosphate-dependent protein kinase”. Science (journal). 253 (5018): 407—14. PMID 1862342. doi:10.1126/science.1862342.

## Spoljašnje veze
- Proteinske kinaze[мртва веза]
- Humane i mišje proteinske kinaze: klasifikacija i  indeks Архивирано на веб-сајту  (30. април 2011)
- Kinase.Com
- Kinaze/TIP
- AurSCOPE Kinase Database
- Kinasecentral
- Kolekcija Ser/Thr/Tyr specifičnih proteinskih kinaza
- : registar bolest-izazivajućih mutacija u domenu proteinskih kinaza
- Humani kinom
- orijentacija proteina u membranama families/superfamily-63 - Orijentacije C1 domena
- orijentacija proteina u membranama families/superfamily-47 - Orijentacije C2 domena